# Mecistogaster amalia
Mecistogaster amalia – gatunek ważki z rodziny łątkowatych (Coenagrionidae). Występuje na terenie Ameryki Południowej; stwierdzony we wschodniej i południowo-wschodniej Brazylii oraz północnej Argentynie.